# هارون براند
هارون براند هو لاعب هوكي الجليد كندي، ولد في 14 يونيو 1975.

## وصلات خارجية
- هارون براند على موقع دوري الهوكي الوطني (الإنجليزية)
- هارون براند على موقع EliteProspects.com (الإنجليزية)
- هارون براند على موقع HockeyDB.com (الإنجليزية)